# Honduras flagga
Honduras flagga (spanska: Bandera de Honduras), har tre horisontella band, längst upp och längst ner blå och i mitten vitt som representerar landets läge mellan Atlanten och Stilla havet. På mitten av det vita bandet finns fem blå, femuddiga stjärnor. Stjärnorna representerar medlemmarna i före detta Centralamerikanska federationen vilka var Costa Rica, El Salvador, Guatemala, Nicaragua och Honduras, länder som alla använder en modifierad version av Centralamerikansa federationens flagga. Flaggan antogs 16 februari 1866 och har proportionerna 1:2.

26 januari 1949–27 januari 2022.

27 januari 2022–.